# Anna Kozak
Anna Fjodorovna Kozak (Wit-Russisch: Ганна Фёдараўна Козак, Russisch: Анна Фёдоровна Козак) (Novalukoml, 22 juni 1974) is een Wit-Russische sprintster, die is gespecialiseerd in de 400 m. Ze is meervoudig Wit-Russisch kampioene op deze afstand en behaalde haar grootste internationale prestaties op de 4 x 400 m estafette. Ze nam deel aan drie Olympische Spelen, maar won hierbij geen medailles.

## Biografie
Samen met haar teamgenotes Natallja Salahoeb, Ilona Oesovitsj en Svjatlana Oesovitsj won Anna Kozak op de wereldindoorkampioenschappen in 2004 een zilveren medaille op de 4 x 400 m estafette. Twee jaar later werd hier op de WK indoor in Moskou een bronzen medaille aan toegevoegd, in een estafetteopstelling, waarbij Svjatlana Oesovitsj was vervangen door Yulianna Zhalniaruk. In 2008 werd er bij de WK indoor in het Spaanse Valencia gelopen in de formatie Anna Kozak, Iryna Chljoestava, Svjatlana en Ilona Oesovitsj en behaalde Wit-Rusland weer een zilveren medaille.
In 1996 kwalificeerde Anna Kozak zich voor de Olympische Spelen van 1996 in Atlanta, maar liep zich er niet in de prijzen. Vier jaar later vestigde ze als slotloopster met Natallja Salahoeb, Jelena Boednik, Iryna Chljoestava op de Olympische Spelen van Sydney een Wit-Russisch record van 3.26,31 in de voorrondes, hetgeen niet genoeg was om zich te kwalificeren. De Amerikaanse (3.23,95) en Cubaanse ploegen (3.25,22) kwalificeerden zich wel voor de finale.
Op de wereldkampioenschappen in 2001 en 2005 sneuvelde Kozak in de halve finale van de 400 m.
In 2008 was Anna Kozak er op de Olympische Spelen in Peking opnieuw bij. Voor wat betreft haar olympische optredens boekte ze er haar grootste succes. In de inmiddels beproefde opstelling van Anna Kozak met Iryna Chljoestava, Ilona en Svjatlana Oesovitsj eindigde het Wit-Russische estafetteviertal ditmaal in de finale op een vierde plaats in de nationale recordtijd van 3.21,85.

## Titels
- Wit-Russisch kampioene 400 m - 1994, 1995, 1996, 1997, 1998, 2001, 2005

## Persoonlijke records
Outdoor
| Onderdeel | Prestatie | Datum        | Plaats |
| --------- | --------- | ------------ | ------ |
| 400 m     | 51,36 s   | 25 juni 2005 | Minsk  |

Indoor
| Onderdeel | Prestatie | Datum           | Plaats   |
| --------- | --------- | --------------- | -------- |
| 300 m     | 37,40 s   | 2 februari 2008 | Mahiljow |
| 400 m     | 52,96 s   | 26 januari 2008 | Mahiljow |

## Palmares

### 400 m
- 2000: ¼ fin. OS - 52,14

### 4 x 400 m estafette
- 2000: kwal. - 3.26,31 (nat. rec.)
- 2004:  WK indoor - 3.29,96 (nat. rec.)
- 2005: DQ WK
- 2006:  WK indoor - 3.28,65
- 2006:  EK - 3.27,69
- 2008:  WK indoor - 3.28,90
- 2008: 4e OS - 3.21,85 (nat. rec.)